# Bacino idrico di Ivan'kovo
Il bacino idrico di Ivan'kovo (in russo Иваньковское водохранилище?, Ivan'kovskoe vodochranilišče) è un lago artificiale della Russia europea creato sul fiume Volga nel 1937. 
Situato nella parte meridionale della pianura dell'Alto Volga (Верхневолжской низменности), si è formato in seguito alla costruzione dalla diga della centrale idroelettrica Ivan'kovskaja nella città di Ivan'kovo, che nel 1960 divenne parte di Dubna. In passato era conosciuto anche come "mare di Mosca" e "bacino del Volga". 
Il bacino si estende per 327 km², ha una profondità massima di 19 m, una larghezza massima di 4 km è lungo 120 km. Il volume dell'invaso è di 1,12 km³. L'area di drenaggio, che copre la maggior parte della regione di Tver', sezioni delle regioni di Smolensk, Mosca e Novgorod, è di 41 mila km². Sulle rive del bacino si trovano le città di Dubna, Konakovo e altri insediamenti minori.